# Iglesia de Nuestra Señora de la Inmaculada Concepción (Goa)
La Iglesia de Nuestra Señora de la Inmaculada Concepción es un edificio religioso de la iglesia católica, localizado en la ciudad de Panaji, la capital del estado de Goa en la costa del océano Índico, y una de las divisiones administrativas de la India. Es una de las más antiguas iglesias de Goa, que existe desde el año 1540.